# Roger Guillemin
Roger Charles Louis Guillemin (n. 11 ianuarie 1924, Dijon, Franța – d. 21 februarie 2024, San Diego, California, SUA) a fost un om de știință francez laureat al Medaliei Naționale pentru Știință în 1976, și al Premiului Nobel pentru Fiziologie sau Medicină în anul 1977 pentru activitatea sa în domeniul cercetării neurohormonilor, împărțind premiul din acel an cu Andrew Schally și cu Rosalyn Sussman Yalow.
A absolvit Universitatea Burgundiei, și și-a primit doctoratul la Facultatea de Medicină de la Lyon în 1949, după care a plecat la Montreal, Canada, pentru a lucra împreună cu Hans Selye la Institutul de Medicină și Chirurgie Experimentală de la Université de Montréal unde și-a luat doctoratul în 1953. În același an, s-a mutat în Statele Unite pentru a preda la Colegiul de Medicină Baylor de la Houston. În 1965, a devenit cetățean naturalizat al Statelor Unite. În 1970 a ajutat la înființarea Institutului Salk din La Jolla, California unde a lucrat până în 1989 când s-a pensionat.
Guillemin și Andrew V. Schally au descoperit structurile TRH și GnRH în laboratoare separate.
Împreună cu alți laureați ai Premiului Nobel, Guillemin a semnat o petiție prin care cerea ca o delegație a Comitetului Națiunilor Unite pentru Drepturile Copilului să poată vizita un copil tibetan aflat în arest la domiciliu în China din 1995, și anume Gendhun Choekyi Nyima, recunoscut ca al 11-lea Panchen Lama de al 14-la Dalai Lama, Tenzin Gyatso.

## Cărți publicate
- Nicholas Wade (1981). The Nobel Duel, Anchor Press/Doubleday, Garden City, NY.
- Bruno Latour și Steve Woolgar (1979).  Laboratory Life, Sage, Los Angeles, USA.